# Tebe (moneta)
Tebe, Thebe (w języku tswana tarcza lub kropla deszczu) – moneta zdawkowa używana w Botswanie stanowiąca równowartość 1/100 puli.
Zostało wprowadzone wskutek reformy gospodarczej w roku 1976. Aktualnie w obiegu są monety 5, 10, 25 i 50 tebe, w przeszłości wybijano także monety 1 tebe (w latach 1976, 1981, 1983—1985, 1987—1989, 1991) oraz 2 tebe (w 1981 i 1985 roku). Po ich wycofaniu w 1998 w mennicach zmniejszono średnicę nowych monet. Obecnie są one wybijane głównie z niklu, miedzi albo mieszanki stali i mosiądzu.